# Gran Premio Duomo
Gran Premio Duomo är ett travlopp för varmblod som körs på Ippodromo Le Mulina i Florens i Toscana i Italien varje år i början av december.
Det är ett Grupp 2-lopp, det vill säga ett lopp av näst högsta internationella klass. Loppet körs över sprinterdistansen 1600 meter med autostart (bilstart). Förstapris är 39 100 euro.

## Vinnare
| År   | Häst              | Kusk                  | Tränare               | Tid     | Odds  |
| ---- | ----------------- | --------------------- | --------------------- | ------- | ----- |
| 2023 | Vivid Wise As     | Matthieu Abrivard     | Alessandro Gocciadoro | 1.12,3  | 1,28  |
| 2022 | Usain Töll        | VP Dell’Annunziata    | Gennaro Casillo       | 1.12,1  | 3,49  |
| 2021 | Vernissage Grif   | Alessandro Gocciadoro | Alessandro Gocciadoro | 1.11,6  | 1,61  |
| 2020 | Deimos Racing     | Roberto Andreghetti   | Erik Bondo            | 1.10,9  | 7,46  |
| 2019 | Arazi Boko        | Alessandro Gocciadoro | Alessandro Gocciadoro | 1.16,9  | 1,63  |
| 2018 | Urlo dei Venti    | Antonio Greppi        | Gennaro Casillo       | 1.10,5  | 2,55  |
| 2017 | Peace Of Mind     | Alessandro Gocciadoro | Alessandro Gocciadoro | 1.11,4  | 7,06  |
| 2016 | Brillantissime    | Pierre Vercruysse     | Philippe Allaire      | 1.12,4  | 1,44  |
| 2015 | Pacha dei Greppi  | Antonio Greppi        | Holger Ehlert         | 1.11,6  | 36,76 |
| 2014 | Louvre            | Federico Esposito     | Erik Bondo            | 1.13,4  | 2,99  |
| 2013 | Otero Caf         | Enrico Bellei         | Gennaro Casillo       | 1.13,3  | 6,73  |
| 2012 | Mirtillo Rosso    | Enrico Bellei         | Romolo Ossani         | 1.13,5  | 3,65  |
| 2011 | Morango Oaks      | Roberto Andreghetti   | Remigio Talpo         | 1.13,3  | 2,90  |
| 2010 | Italiano          | Gaetano Di Nardo      | Enrico Bellei         | 1.11,8  | 2,65  |
| 2009 | Algiers Hall      | Roberto Vecchione     | Holger Ehlert         | 1.13,7  | 3,65  |
| 2008 | Ghiaccio Del Nord | Enrico Bellei         | Claus Hollmann        | 1.13,4  | 2,24  |
| 2007 | Algiers Hall      | Enrico Bellei         | Holger Ehlert         | 1.13,4  | 1,21  |
| 2006 | Expo Bi           | Jorma Kontio          | Claudio Poggiani      | 1.13,7a | 3,57  |
| 2005 | Derrick di Jesolo | Jos Verbeeck          | Erik Bondo            | 1.13,7a | 3,72  |
| 2004 | Digger Crown      | Stig H. Johansson     | Stig H. Johansson     | 1.11,9a | 1,73  |
| 2003 | Intact Hornline   | Hugo Langeweg         | Hugo Langeweg         | 1.12,9a | 2,37  |
| 2002 | Intact Hornline   | Hugo Langeweg         | Hugo Langeweg         | 1.12,2a | 3,63  |
| 2001 | Brad’s Photo      | Wim Paal              | Holger Ehlert         | 1.12,6a | 1,60  |
| 2000 | Martha De Vie     | Juha Siirtonen        | Jori Turja            | 1.15,3a | 1,70  |
| 1999 | Dino As           | Roberto Andreghetti   | Roberto Andreghetti   | 1.13,1a | 6,10  |
| 1998 | Kramer Boy        | Johnny Takter         | Johnny Takter         | 1.13,1a | 1,20  |
| 1997 | Toss Out          | Wim Paal              | Ove Kristoffersson    | 1.13,1a | 2,00  |
| 1996 | Kentucky Wine     | Pietro Gubellini      | Per K. Eriksson       | 1.13,6a | 16,80 |
| 1995 | Market Leader     | Stig H. Johansson     | Stig H. Johansson     | 1.13,5a | 1,50  |